# John Sharian
John Sharian (Londen, 1964), geboren als John Shahnazarian, is een Brits acteur, filmregisseur, filmproducent en scenarioschrijver van Armeense afkomst.

## Biografie
Sharian heeft gestudeerd aam de Taft School in Watertown (Connecticut), en hierna aan de Kenyon College in Gambier die hij in 1984 verliet. Het acteren heeft hij geleerd aan de Bristol Old Vic Theatre School in Bristol. Van 2001 tot en met 2003 was hij getrouwd met actrice Tara Fitzgerald. Vanaf 2005 is hij opnieuw getrouwd.

## Filmografie

### Films
Uitgezonderd korte films.
- 2019 The Kitchen - als Duffy
- 2018 Accommodations - als Vital Vekselberg
- 2017 Patti Cake$ - als Lou
- 2015 True Story - als sheriff
- 2012 Disconnect – als Ross Lynd
- 2011 3 Weeks to Daytona – als Gomes
- 2010 Rocksteady – als Big Red
- 2010 Boy Wonder – als Joe Mancini
- 2009 Staten Island – als Tarquinio
- 2007 WΔZ – als Jack Corelli
- 2006 Land of the Blind – als man in stripclub
- 2004 Sex Traffic – als Barry Edwards
- 2004 Romasanta – als Antonio
- 2004 The Machinist – als Ivan
- 2003 Love Actually – als taxichauffeur in Wisconsin
- 2003 Calendar Girls – als Danny
- 2003 Dracula II: Ascension – als officier Hodge
- 2000 Chicken Run – als circusman (stem)
- 2000 Jason and the Argonauts – als Pollux
- 2000 24 Hours to London – als Tony
- 2000 Fortress 2 – als Hickey
- 1999 Do Not Disturb – als bodyguard
- 1999 New World Disorder – als Rice
- 1998 Saving Private Ryan – als korporaal
- 1998 Lost in Space – als Noah Freeman
- 1997 The Fifth Element – als kapitein van Fhloston
- 1994 Death Machine – als Sam Raimi

### Televisieseries
Uitgezonderd eenmalige gastrollen.
- 2015 American Odyssey - als Jenji - 2 afl.
- 2014 The Blacklist - als Dimitri - 2 afl.
- 2013 Person of Interest - als Warden Hutchins - 2 afl.
- 2007 – 2010 CSI: Miami – als Joe LeBrock – 3 afl.
- 2010 Law & Order: Criminal Intent – als Jan Van Dekker – 2 afl.

### Computerspellen
- 2010 Red Dead Redemption – als voetganger
- 2006 Driver: Parallel Lines – als stemmen
- 2004 Vietcong: Purple Heart – als stem
- 2004 Destruction Derby Arenas – als stem
- 2004 Vietcong: Fist Alpha – als stem
- 2002 Vietcong – als stem
- 2001 Gothic – als Milten
- 2001 Original War – als stem
- 1999 Driver – als stem

### Filmregisseur
- 2005 Joyride - documentaire
- 2003 Happy Dark – film
- 2002 A Family Man – film
- 1998 The Snatching of Bookie Bob – film

### Filmproducent
- 2005 Joyride - documentaire

### Scenarioschrijver
- 2005 Joyride - documentaire
- 2003 Happy Dark – film

- Library of Congress Control Number: no2006118341
- MusicBrainz: 5d6a6d6c-e46d-4f0e-b9e5-19e94e521e52
- Virtual International Authority File: 48992685
- WorldCat: E39PBJpDJPv4txC44P67vDBdcP